# 広橋兼秀
広橋 兼秀（ひろはし かねひで）は、戦国時代の公家。

## 経歴
永正7年（1510年）従五位下に叙爵。その後蔵人頭、右大弁を歴任して、天文4年（1535年）正四位上参議に任官した。翌年には従三位権中納言。天文11年（1542年）従二位権大納言となるが、翌年には子の国光に譲った。その後、天文22年（1553年）に大納言に返り咲き、弘治3年（1557年）内大臣となるが、間もなく隠居した。永禄10年（1567年）薨去。
また武家伝奏としても活動しており、天文5年（1536年）に周防国の大内義隆（義隆室に、兼秀の娘である広徳院御新造がいた）の下へ下向している。その他賀茂伝奏、春日祭上卿。

## 系譜
- 父：広橋守光
- 母：広橋綱光の娘
- 妻：勧修寺政顕の娘
  - 女子：広橋国子（1524-1557）（後奈良天皇権典侍）
  - 男子：広橋国光（1526-1568）
- 妻：源承の娘
  - 女子：庭田重保室（庭田重具、正親町季秀、中御門資胤の母）
  - 女子：広橋保子（一条兼冬正室ののち松永久秀継室）
  - 養子：広橋兼真（父：冷泉為和）